# ۱۲۸۴ (قمری)
۱۲۸۴ (قمری)، هزار و دویست و هشتاد و چهارمین سال در گاهشماری هجری قمری است. اول محرم این سال برابر با پنجم مه سال ۱۸۶۷ میلادی است.

## زادگان
- محمد رضا درودیان تفرشی نقوسانی، فقیه و شاعر شیعی
- سید ابوالحسن اصفهانی : مرجع تقلید شیعه .

## درگذشتگان
میرزا محمدخان سپهسالار،سپهسالار و صدراعظم ناصرالدین شاه

## وابسته
- تاج الملوک (قاجار)